# Onitis tingaudi
Onitis tingaudi là một loài bọ cánh cứng trong họ Bọ hung (Scarabaeidae).